# Milan Ivelic Kusanovic
Milan Ivelic Kusanovic (Santiago, 3 de octubre de 1935) es un profesor y crítico de arte chileno. Fue director del Museo Nacional de Bellas Artes entre 1993 y 2011.

## Biografía
Es el segundo de tres hijos de una familia de origen croata (su hermano mayor, Radoslav, filólogo cultivador del haiku, llegó a ser director del Instituto de Estética de la Católica; Boris, el menor, es arquitecto y profesor universitario). Su padre, nacido en la isla de Brac, llegó a Chile en 1920, "escapando de la guerra y del hambre, motivado por los relatos de otros que habían inmigrado antes que él". Conoció a su futura esposa, hija de croatas, en un viaje que hizo a Punta Arenas, "y en 20 días se casó con ella".
Licenciado en Filosofía, fue profesor de Historia y Geografía. Hizo una maestría en Arqueología e Historia del Arte en la Universidad de Lovaina, Bélgica.
Fue jefe del departamento de Estética de la Universidad Católica de Chile (1967-1969) y agregado cultural de su país ante los organismos internacionales en Ginebra (1990-92).
Ejerció también la crítica de arte junto con Gaspar Galaz Capechiacci bajo el seudónimo de Juan Francisco Lira, firma que "mezclaba los nombres de dos maestros de la pintura chilena, Juan Francisco González y Pedro Lira".
Con Galaz realizó en 1983 la serie de televisión Demoliendo el muro, en la que fueron los conductores (estuvo dirigida por Carlos Godoy); tenía como objetivo dar a conocer la pintura chilena.
En 1993 Ivelic reemplazó al pintor Nemesio Antúnez al frente del Museo Nacional de Bellas Artes. Entre las numerosas exposiciones realizadas bajo Ivelic destacan la de la de obras maestras del Vaticano, la del surrealista René Magritte, o la última, de 2001, del impresionista Edgar Degas, así como la de artistas nacionales, con José y Concepción Balmes, Gracia Barrios, Franciso Gacitúa y Juan Egenau. El artista Guillermo Tejeda lo criticó por haberle censurado unas obras en su exposición en el Museo de Bellas Artes, una acuarelas de penes. Ivelic dijo que lo hizo como "una medida de prudencia" y aunque no vio pornografía en las obras de Tejeda, sí vio un elemento desorientador en la mente de los jóvenes".

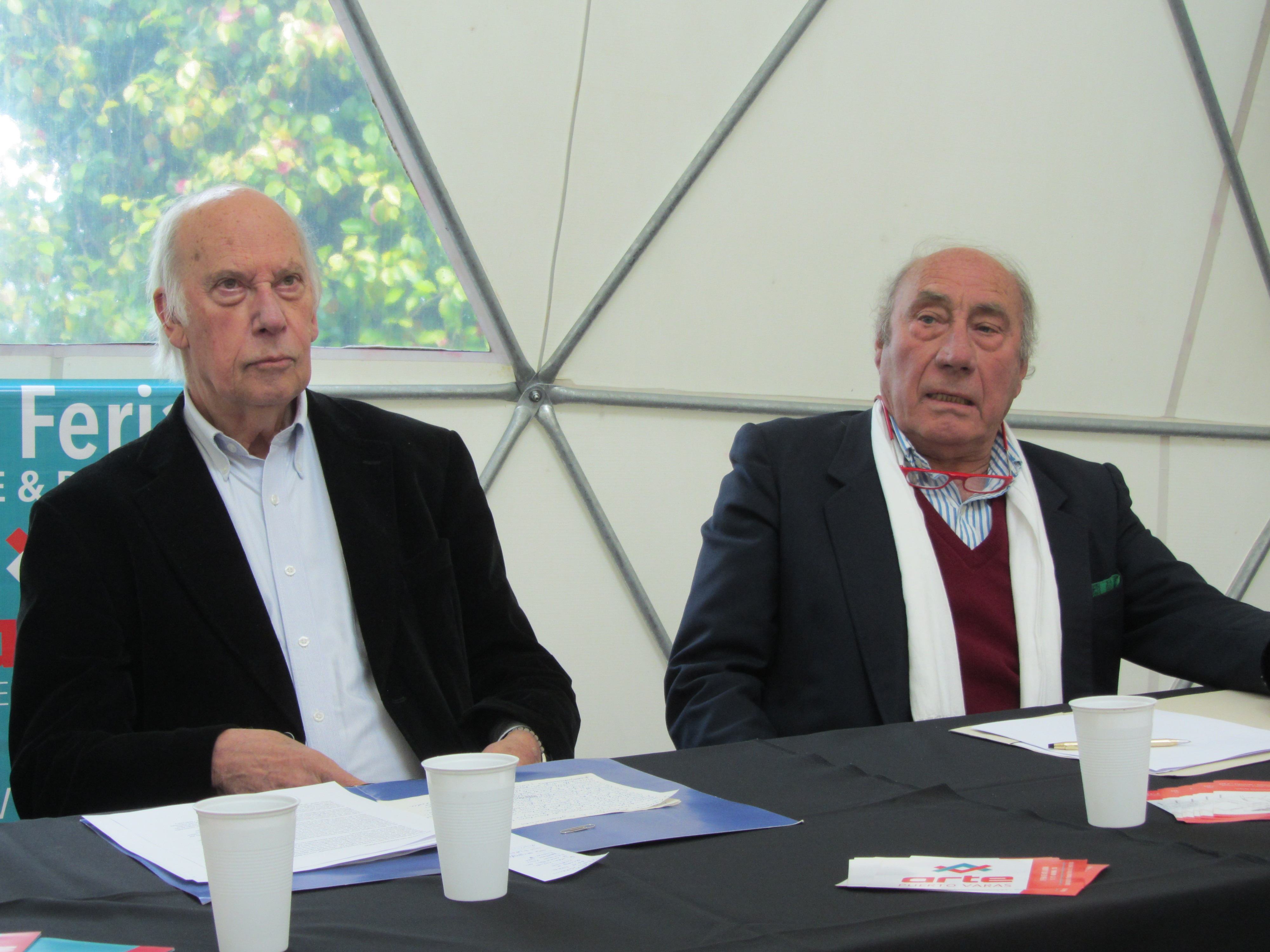
Ivelic y Gaspar Galaz, coautores de varios libros

Dimitió en agosto de 2011. Ivelic explicó así su decisión: "Me di cuenta que estaba a punto de cumplir 73 años y que he entrado en una etapa terminal. Este trabajo, sin dejar de ser hermoso, es muy absorbente y me ha obligado a postergar muchas cosas que quiero recuperar, como la docencia". La falta de presupuesto estatal también fue otro factor a la hora de decidir irse; baste citar el hecho de que el Museo recibe del Estado 800 millones de pesos anuales, mientras que el Centro Cultural Palacio de La Moneda, 1.300.
En marzo de 2012 asumió como uno de los directores de la Fundación Itaú y su primera curatoría en este cargo fue, en julio del año siguiente, la exposición Hay que darle paraje a las cosas, que reunió obras de Nemesio Antúnez y de la catalana Roser Bru, quien llegó a Chile en 1939, a bordo del Winnipeg.
Se inscribió como candidato independiente a las elecciones de convencionales constituyentes de 2021, en el distrito 11 (Las Condes, Vitacura, Lo Barnechea, La Reina y Peñalolén), formando parte del movimiento Independientes No Neutrales.
Ha escrito varios libros en coautoría con otros especialistas, así como artículos en revistas especializadas, y ha sido jurado en concursos tanto nacionales como extranjeros.

## Obras
- La pintura en Chile. Desde la colonia hasta 1981; con Gaspar Galaz Capechiacci, Universidad Católica de Valparaíso, Ediciones Universitarias de Vlaparaiso, 1981; descargable legal y gratuitamente desde Memoria Chilena
- Curso de estética general. Santiago de Chile, Universitaria, 1984
- Chile, arte actual; con Gaspar Galaz Capechiacci, Ediciones Universitarias de Valparaíso, 1988; descargable legal y gratuitamente desde Memoria Chilena
- Intimidades. 20 artistas visuales chilenos, con Luisa Ulibarri; La Puerta Abierta, Santiago de Chile, 1989
- Pintura en Chile 1950-2005: Grandes temas, con Cecilia Valdés (también editora), Waldemar Sommer y Gaspar Galaz; Celfincapital, Universidad Finis Terrae, 2005